# Gare de Chirac
Gare de Chirac vasútállomás Franciaországban, Chirac településen.

## Vasútvonalak
Az állomást az alábbi vasútvonalak érintik:
- Béziers-Neussargues-vasútvonal

## Kapcsolódó állomások
A vasútállomáshoz az alábbi állomások vannak a legközelebb:
- Gare du Monastier
- Gare de Marvejols